# Municipio de Timber
El municipio de Timber (en inglés: Timber Township) es un municipio ubicado en el condado de Peoria en el estado estadounidense de Illinois. En el año 2010 tenía una población de 2511 habitantes y una densidad poblacional de 26,34 personas por km².

## Geografía
El municipio de Timber se encuentra ubicado en las coordenadas 40°34′42″N 89°49′8″O / 40.57833, -89.81889. Según la Oficina del Censo de los Estados Unidos, el municipio tiene una superficie total de 95.34 km², de la cual 92.74 km² corresponden a tierra firme y (2.72%) 2.6 km² es agua.

## Demografía
Según el censo de 2010, había 2511 personas residiendo en el municipio de Timber. La densidad de población era de 26,34 hab./km². De los 2511 habitantes, el municipio de Timber estaba compuesto por el 98.13% blancos, el 0.36% eran afroamericanos, el 0.52% eran amerindios, el 0.04% eran asiáticos, el 0.08% eran isleños del Pacífico, el 0.08% eran de otras razas y el 0.8% pertenecían a dos o más razas. Del total de la población el 0.84% eran hispanos o latinos de cualquier raza.